# Setto (edilizia)
Per setti si intendono elementi verticali quali pareti in cemento armato che, per la massa e l'elevata inerzia, hanno il compito di contrastare le forze sismiche orizzontali o la spinta del vento.
Le strutture portanti con tecnologia a setti sono particolarmente indicate in presenza di forti azioni orizzontali, come nel caso dei grattacieli (per il vento) o degli edifici situati in zone ad alta sismicità.
Pur trattandosi di una tecnologia classica, la struttura a setti, per via della sua efficacia, trova applicazione anche nei più moderni edifici, vedi per esempio la Freedom Tower di New York.
La tecnologia a setti trova anche applicazione nell'adeguamento sismico di edifici esistenti in cemento armato. Questa tecnologia infatti consente una serie di vantaggi legati alla possibilità di assorbire la quasi totalità delle forze sismiche, scaricando gli elementi esistenti (pilastri), arrivando quindi a sostituire integralmente il vecchio apparato resistente al terremoto di progetto. Rispetto ad altre tecnologie (per esempio fibre di carbonio o incamiciature in acciaio) si ha inoltre il vantaggio di abbassare gli spostamenti dell'edificio durante una scossa sismica (aumento della frequenza di vibrazione), salvaguardando così il danno agli elementi secondari. Alcuni progettisti preferiscono la tecnologia a setti anche per via della affidabilità negli anni rispetto a tecnologie attive come l'isolamento sismico alla base che invece richiede nel tempo un accurato piano di controllo e manutenzione. Gli svantaggi principali sono legati ai costi e all'invasività, per cui è richiesto uno studio progettuale molto spinto. Di fatto comunque, per l'alta resa e affidabilità, la tecnologia a setti è una delle più adottate dai progettisti sia in Europa che nel mondo per interventi di miglioramento sismico, laddove non sussistono particolari problemi di budget.